# María Zambrano
María Zambrano Alarcón (* 22. April 1904 in Vélez-Málaga, Spanien; † 6. Februar 1991 in Madrid) war eine spanische Philosophin, Lyrikerin und Essayistin. Ihr Werk ist stark beeinflusst von ihrem akademischen Lehrer, dem spanischen Philosophen José Ortega y Gasset.

## Biographie
María Zambrano verbrachte ihre Kindheit und Jugend in Vélez-Málaga, Madrid und Segovia. Von 1921 an studierte sie Philosophie in Madrid u. a. bei Ortega y Gasset. Von 1931 bis 1936 lehrte sie Philosophie an der Universidad de Madrid. Da Zambrano sich im spanischen Bürgerkrieg auf Seiten der Republikaner engagierte und Mitglied der Allianz der antifaschistischen Intellektuellen war, musste sie nach Francos Sieg Spanien verlassen und verbrachte die Jahre bis 1984 im Exil, u. a. in Mexiko, Kuba, der Schweiz und Frankreich. 1981 wurde ihr Werk mit dem Prinz-von-Asturien-Preis ausgezeichnet, 1988 erhielt sie als erste Frau den Cervantespreis. 2004 wurde ihre Lebensgeschichte unter dem Titel María querida („Geliebte María“) von José Luis García Sánchez verfilmt. Der  Hauptbahnhof von Málaga trägt ebenso ihren Namen wie ein Airbus A340-300 (EC-ICF) der Iberia.

## Philosophie
Für Zambrano ist das Göttliche ein zur Selbstbestimmung des Menschen unabdingbares Figment der menschlichen razón poética (etwa: „poietische Vernunft“), das als Anderes benötigt werde, weil Erkenntnis im poietischen Modus differentiell organisiert sei. Dieser Art von Erkenntnis, die Zambrano in der pythagoreischen Mathematik und in der Literatur verwirklicht sieht, stehe der seit Aristoteles im abendländischen Denken vorherrschende logoszentrierte Substanz- bzw. Identitätsdiskurs konfliktiv, doch komplementär gegenüber (siehe auch: Logozentrismus). Beide Zugangsweisen zur Erkenntnis seien also aufeinander angewiesen, die Rekonstruktion des poietischen Denkens sei notwendig, um die Einseitigkeit des Einheitsdenkens zu durchbrechen.
Im Januar 2017 diskutierten die Literatur- und Kulturwissenschaftlerin Rike Bolte und Lilli Gast an der Internationalen Psychoanalytischen Universität Berlin (IPU) unter dem Titel Überleben am Nicht-Ort? Ein Blick auf María Zambranos utopischen Exilbegriff die Frage, ob der Exilbegriff heute noch trage und „welche Aspekte der Überlegungen Zambranos für die aktuelle Debatte über Flucht und Migration bedenkenswert“ sein könnten. Die aus Andalusien stammende Philosophin habe „einen ontologisch-metaphysischen und doch auch politischen Exil-Begriff“ entworfen, „der mehrere Etappen“ fasse, „in deren Verlauf der exilierte Mensch absoluten Geschichts- und Ich-Verlust“ erlebe, eine „Daseins-Negation“ erfahre und schließlich „unverortet“ sei. Als „Kritikerin der Moderne“ habe Zambrano die Insel als ein „geographisches Äquivalent“ für diesen Zustand ausgemacht.

## Publikationen
- Horizontes del liberalismo. (1930; „Horizonte des Liberalismus“)
- Hacia un saber del alma. (1934; „Für ein Wissen der Seele“)
- Filosofia y poesía. (1940); dt.: Philosophie und Dichtung und andere Schriften. Hg. und aus dem Span. übersetzt von Charlotte Frei. Turia + Kant, Wien/Berlin 2004, ISBN 3-85132-455-2.
- La agonía de Europa. (1945); dt. Der Verfall Europas. Aus dem Spanischen von Charlotte Frei. Wien/Berlin: Turia + Kant 2004, ISBN 3-85132-387-4.
- Hacia un saber sobre al alma. (1950; „Für ein Wissen um die Seele“)
- El hombre y lo divino. (1953); dt.: Der Mensch und das Göttliche. Aus dem Spanischen von Charlotte Frei. Turia + Kant, Wien/Berlin 2005, ISBN 3-85132-430-7.
- Persona y democracia: Una historia sacrificial. (1959; „Person und Demokratie: Geschichte einer Opferung“)
- La tumba de Antígona. (1967; „Antigones Grab“)
- Claros del bosque. (1977); dt.: Waldlichtungen. Aus dem Spanischen von Gerhard Poppenberg. Frankfurt: Suhrkamp 1986, ISBN 3-518-40451-2.
- Los bienaventurados. (1979; „Die Glückseligen“)
- De la aurora. (1986; „Von der Morgenröte“)
- El reposo de la luz. (1986; „Die Ruhe des Lichts“)
- Para una historia de la piedad. (1989; „Zur Geschichte der Frömmigkeit“)
- Los intelectuales en el drama de España y escritos de la guerra civil. (geschrieben in den ersten Monaten des spanischen Bürgerkriegs 1936–1939, veröffentlicht 1998); dt. Die Intellektuellen in Spaniens Drama. Aus dem Spanischen von Charlotte Frei. Turia + Kant, Wien/Berlin 2011, ISBN 978-3-85132-628-4.
- Delirio y destino. (geschrieben 1953, veröffentlicht 1989; „Wahn und Geschick“)
- Unamuno. (geschrieben 1940, veröffentlicht 2003: „Unamuno“ (= Testi e pretesti), Esbmo, Milano 2006, ISBN 978-88-424-9693-9 (italienisch)).

## Hochschulschrift
- Monique Dorang: Die Entstehung der razón poética im Werk von María Zambrano (= Studia Hispanica, Band 5), Vervuert, Frankfurt am Main 1995, ISBN 3-89354-455-0 (Dissertation FU Berlin 1994, 217 Seiten, Illustrationen, 23 cm).